# Han Israëls
Johan Theo (Han) Israëls (1951) is een Nederlands socioloog, rechtspsycholoog en historicus die landelijk en internationaal bekendheid kreeg door zijn geschiedschrijving van de psychoanalyse en zijn kritiek op de werkwijze van Sigmund Freud en op feministische incesttheorieën.

## Leven en werk
Han Israëls heeft sociologie gestudeerd aan de Universiteit van Amsterdam (UvA). In 1988 werd hij benoemd tot directeur van de Amsterdamse School voor Sociaal-wetenschappelijk Onderzoek. Hij heeft geschiedenis van de psychologie gedoceerd aan de UvA van 1993-2002. Vanaf 2002 is hij verbonden aan de juridische faculteit van de Universiteit Maastricht als universitair docent rechtspsychologie.
Han Israëls kreeg landelijke en ook internationale bekendheid door de boeken die hij schreef over de valse voorstellingen die Sigmund Freud en de beoefenaren van de psychoanalyse hebben gegeven over de deugdelijkheid en betrouwbaarheid van de psychoanalytische theorieën en technieken.
Zijn bekendste boek is Schreber, vader en zoon. Het behandelt de feiten over Moritz Schreber en diens zoon Daniel Paul Schreber, een president van een gerechtshof in Dresden die geestesziek werd (paranoia). Over de zoon schreef Freud een beroemde, speculatieve gevalsstudie waarin hij de wanen toeschreef aan onderdrukte homoseksualiteit. Israëls laat zien dat in de Schreber-casus de band tussen feiten en theorievorming heel los is, een vaststelling die zowel geldt voor Freud als voor veel psychoanalytici.
Veel ophef veroorzaakte ook zijn boek Heilige verontwaardiging. Een onderzoek naar de feministische visie op incest. In dit boek bestreed hij, aan de hand van de onderzoeksresultaten van het promotie-onderzoek van de psychologe Nel Draijer, de door diezelfde Nel Draijer in datzelfde proefschrift beschreven hoofdrol die incest zou spelen bij later optredende psychische klachten.
In zijn meest recente werk behandelt hij een aantal spraakmakende gerechtelijke dwalingen. Begin 2014 werd het door hoofdauteur Israëls en anderen geschreven boek De Arnhemse villamoord: valse bekentenissen uit de handel genomen. Het boek was gepubliceerd in de reeks Gerede Twijfel, waarvan hoogleraar rechtspsychologie Peter van Koppen de eindverantwoordelijke is. Van Koppen was niet tijdig op de hoogte van een speculatief hoofdstuk waarin iemand uit de nabijheid van het slachtoffer als mogelijke (mede)dader werd aangewezen. Het boek is uit de handel gehaald.

## Publicaties
- Effecten van studievaardigheid. Het retoucheermes in Nederlands onderzoek, Delft: Delftse Universitaire Pers 1984
- Schreber, vader en zoon. Historisch-kritische opmerkingen over een psychoanalytisch beschreven geval van paranoia (Proefschrift Universiteit van Amsterdam, 1980; eerst uitgegeven door het Sociologisch Instituut, Universiteit van Amsterdam 1980), Groningen: Historische Uitgeverĳ Groningen 1989
- De gier van Freud, in: Uren met Karel van het Reve. Liber amicorum, Amsterdam: van Oorschot 1991
- Het geval Freud. I: Scheppingsverhalen, Amsterdam: Bakker 1993
- Over Elias. Herinneringen en anekdotes (red. met Mieke Komen & Abram de Swaan), Amsterdam: Het Spinhuis 1993
- De Weense kwakzalver. Honderd jaar Freud en de freudianen, Amsterdam: Bakker 1999
- Aan de Achtergracht. Honderd jaar GG&GD Amsterdam, Amsterdam: Bakker 2001 (mede-auteur: Annet Mooĳ)
- Heilige verontwaardiging. Een onderzoek naar de feministische visie op incest, Amsterdam: Contact 2001
- De bekentenissen van Ina Post, Alphen aan den Rijn: Kluwer 2004
- Moord in Wamel. Bewĳs met liegende getuigen, Den Haag: Boom Juridische Uitgevers 2006
- Moord in Anjum. Te veel niet gestelde vragen (met Hans Crombag & Paul Acda), Den Haag: Boom Juridische uitgevers 2008
- De Arnhemse villamoord: valse bekentenissen (met medewerking van Annemarie Pegano Mirani; Nienke Scholten; Willeke Spierenburg; Erwin Wiering), 's-Gravenhage: Boom Lemma 2014. Het boek is uit de handel gehaald voordat het in de boekhandel was verschenen.

Er zijn vertalingen van sommige werken beschikbaar in het Engels, Duits, Frans en Spaans. Han Israëls is ook als vertaler actief geweest. In het Letterkundig Museum in Den Haag bevindt zich de correspondentie tussen Karel van het Reve en Han Israëls.